# Kapelle Glowe

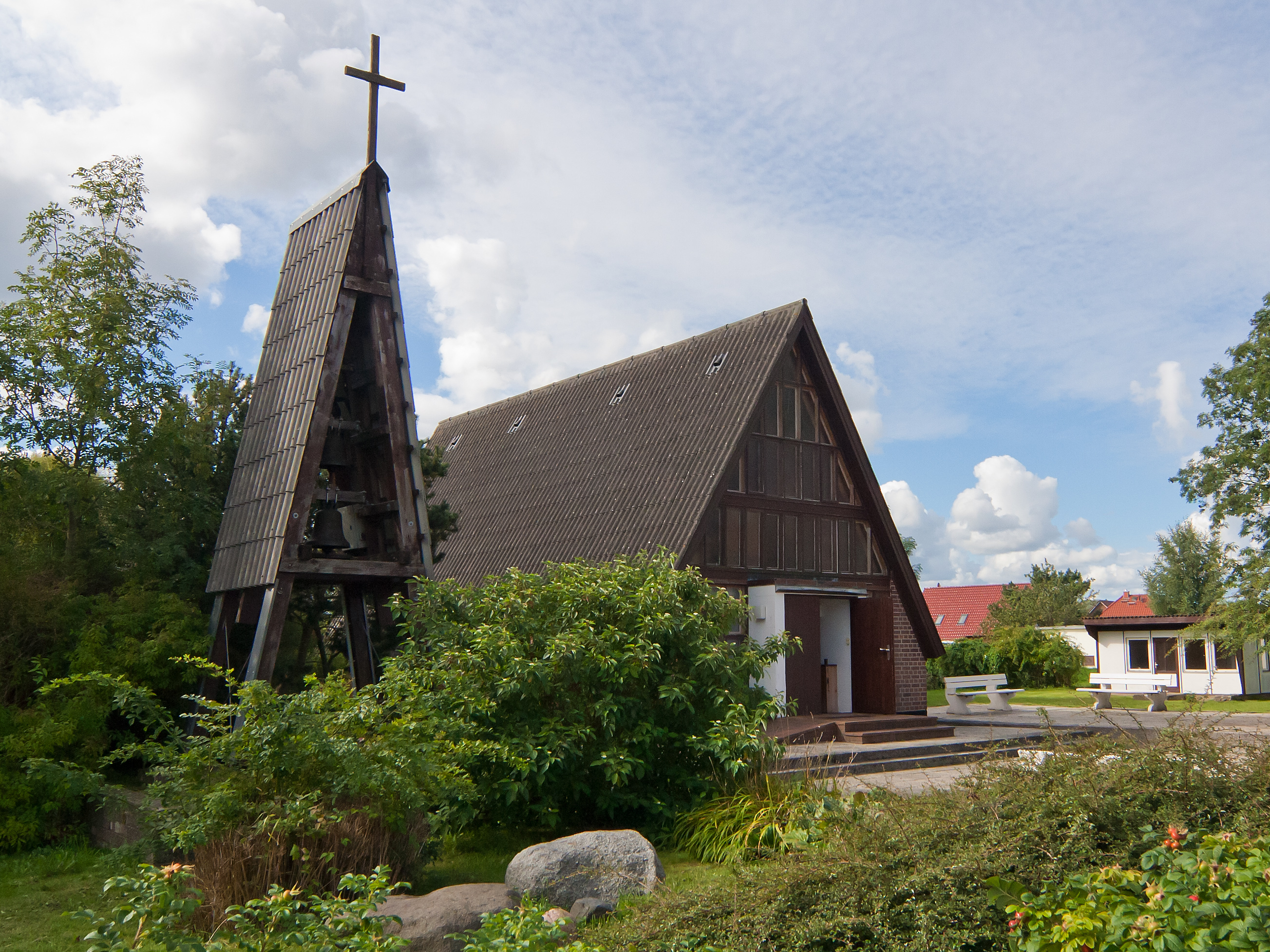
Kapelle Glowe

Die Kapelle Glowe (auch: St.-Birgitta-Kirche) ist ein aus dem 20. Jahrhundert stammendes Kirchengebäude in Glowe auf der Insel Rügen.

## Geschichte
Die Kapelle, die von den zur Propstei Stralsund des Pommerschen Evangelischen Kirchenkreises gehörenden evangelischen Kirchgemeinden Altenkirchen und Wiek genutzt wird, wurde im Jahr 1981 errichtet. Architekt war H. Henke. 
Am 19. Oktober 1982 wurde die Kirche, deren Bau von der Bremischen Kirche und der Partnerkirchgemeinde der Schwedischen Kirche finanziert wurde, geweiht.
Im Jahr 2007 wurde die Kapelle am Reformationstag nach Birgitta von Schweden benannt.
Die Kirche und das Gemeindezentrum werden für Gemeindegottesdienste, Schulgottesdienste und Gemeindeveranstaltungen genutzt.

## Gestaltung
Die Westwand des in der Form einer Finnhütte gebauten Kirchensaales ist verglast. Auf dem Kirchhof stehen zwei weitere im Stil von Finnhütten errichtete Gebäude: Der Glockenturm mit seinen drei übereinander angeordneten Glocken sowie ein Gemeinderaum.

## Ausstattung
Das Kruzifix und die Skulptur der Heiligen Birgitta von Schweden sind Holzarbeiten von Mile Prerad (Lobkevitz/Rügen).

## Orgel
Die Orgel schuf 1988 die Firma Jehmlich Orgelbau, sie hat 10 klingende Stimmen (Register) auf zwei Manualen und Pedal.